# Narbonense Primera
La provincia de Narbonense Primera (Narbonensis prima) fue una división administrativa del Imperio romano utilizada durante su periodo conocido como «Bajo Imperio». Formaba parte de la diócesis de las Siete Provincias.

## Las provincias del Bajo Imperio romano
Durante la tetrarquía de Diocleciano se realizó una profunda reorganización de la Administración imperial en la que uno de los aspectos más destacados fue la creación de un buen número de provincias mediante la división de las existentes. Aunque se ha visto este proceso como un medio para evitar el surgimiento de usurpadores reduciendo su posible base de poder, parece que el objetivo final era, más bien, el aumento del número de gobernadores y la reducción de su ámbito de actuación para que esta se desarrollase más eficazmente.
Las provincias formaban la base de la pirámide administrativa. En niveles superiores se situaban las diócesis, que agrupaban varias provincias, las prefecturas del pretorio, que agrupaban varias diócesis, y finalmente, el Imperio que se dividía en cuatro prefecturas.
Las funciones del gobernador abarcaban todos los ámbitos excepto el militar: mantenían la ley y el orden, ejecutaban las órdenes de los ámbitos administrativos superiores, administraban la justicia en primera instancia, recaudaban los impuestos y otros ingresos imperiales o del emperador y estaban al cargo del servicio postal así como del mantenimiento de los edificios públicos.

## Historia
Fue creada por la división de la antigua provincia Narbonensis en tres nuevas: Viennensis (la parte central), la propia Narbonenis prima (la parte occidental) y Narbonensis secunda (la parte oriental). Para el año 313 la lista de Verona la reseñó dentro de las que componían la diócesis Viennensis.
Al no estar situada cerca de la frontera no sufrió pillajes de pueblos bárbaros hasta que los invasores del Rin llegaron al sur de la Galia en 407 donde, en esta provincia, saquearon la ciudad de Béziers y asediaron Toulouse. En 411 fue una de las bases de poder que sustentaron al usurpador Jovino. Fue invadida por los visigodos en 413 y saqueada a conciencia por ellos antes de abandonarla camino de Hispania en 415. Poco años después, el área occidental cerca de Toulouse volvió a ser ocupada por estos —ahora mediante acuerdo con la corte imperial— y formó parte de su reino de Tolosa. El resto de la provincia fue absorbido por el reino visigodo durante los últimos años de existencia del Imperio occidental y para 462 se le fue entregada la ciudad de Narbona.

## Características
Sus límites eran: Aquitanica prima al norte; Viennensis al este; la diócesis de Hispania al sur; y Novempopulania al oeste. Dentro de su territorio existían seis poblaciones importantes o civitates:
- Narbona
- Toulouse
- Béziers
- Nimes
- Lodève
- Carcasona

Como vías principales de comunicación tenía la importante calzada Vía Domitia, la Vía Aquitania que unía Burdeos con Narbona y la vía fluvial que representaba el río Garona.